# Prednizolon
A prednizolon egy kortikoszteroid gyógyszer, melynek főként glükokortikoid és kis mértékben mineralokortikoid aktivitása van. Kortizolszármazék, egyben a prednizon májban átalakuló aktív metabolitja. Általános gyulladáscsökkentő hatása miatt sok gyulladásos és autoimmun betegség kezelésében használják, úgy mint: asztma, rheumatoid arthritis, krónikus fekélyes vastag- és végbélgyulladás (colitis ulcerosa), Crohn-betegség, sclerosis multiplex, és szisztémás lupus erythematosus (SLE) kezelésében. Elsősorban májbetegeknél alkalmazzák, mivel az ő esetükben a jóval szélesebb körben használt prednizonból kiszámíthatatlan mennyiségben képződne prednizolon, ami nehezen kontrollálhatóvá tenné a kezelést.
A VIII. Magyar Gyógyszerkönyvben az alábbi neveken hivatalos:
| Prednizolon                 | Prednisonum                  |
| Prednizolon-acetát          | Prednisoloni acetas          |
| Prednizolon-nátrium-foszfát | Prednisoloni natrii phosphas |
| Prednizolon-pivalát         | Prednisoloni pivalas         |

## Készítmények
- ALPICORT oldat                 (Dr. August Wolff)
- AUROBIN kenőcs                (Richter)
- DI-ADRESON F   injekció                (Organon)
- LINOLA-H Fett N hidrofób krém           (Dr. August Wolff)
- PREDNISOLON 0,5% kenőcs                (PannonPharma)
- PREDNISOLON 5 mg tabletta               (Richter)
- RHEOSOLON tabletta                (PannonPharma)
- ULTRACORTENOL 0,5% szemcsepp                (Novartis)